# 山内亮
山内 亮（やまうち りょう、1886年（明治19年）12月20日 - 1960年（昭和35年）7月26日）は、日本の政治家。青森県八戸市の5代目市長。終戦直前の1945年8月、米軍による空襲の予告を受けて全市民に総退去を命じた。

## 来歴・人物
- 1886年に三戸郡是川村（これかわむら、のち八戸市大字是川）に生まれる。
- 1913年（大正2年）に上長苗代村会議員となり[1]、上長苗代村長を務めた[1]。
- 1930年（昭和5年）に衆議院議員となり、1942年（昭和17年）10月1日には、八戸市長となった[2]。
- 1946年（昭和21年）に八戸警察署により、自宅での大量の食料・兵器隠匿が摘発され、責任をとり辞任。
  - 大政翼賛会に関わっていたため公職追放となる[3]。
- 1952年（昭和27年）青森県購買農協組合連合会長、1955年（昭和30年）JA青森中央会会長、南部鉄道社長などを歴任した。

## 主な政策

### 戦争末期の総退去命令
戦争末期に青函連絡船を撃沈したハルゼー機動部隊により1945年（昭和20年）7月14日に八戸・三沢が空襲を受け、日東化学工業や尻内駅が被害を受けた。さらに8月5日にB29爆撃機が八戸市に飛来し八戸空襲を予告、8月9日にハルゼー機動部隊により八戸港にいた海防艦・稲木が撃沈された。こうした状況を受け、空襲や艦砲射撃による攻撃を見越し、8月10日に八戸市中心市街地からの総退去命令を決断した。
終戦時にはハルゼー機動部隊は三陸海岸沖に撤退しており、市街地は閑散とした状況であった。

### その他
1943年（昭和18年）に戦時下の国や県の強い意向により、いったん市営自動車（現在の八戸市営バス）を五戸鉄道（現在の南部バス）に統合させた。後に1948年（昭和23年）に市営バス事業は再発足する。
1944年（昭和19年）に八戸市立工業学校（現在の青森県立八戸工業高等学校）を設立した。

## 関連

### 関連人物
- 奈須川光宝 - 叔父。衆議院議員。
- 山内正孝 - 孫。青森県議会議員。
- 山内卓 - 曾孫。牧場経営者。